# Torysky
Torysky (em alemão: Siebenbrunn) é um município da Eslováquia, situado no distrito de Levoča, na região de Prešov. Tem 17,72 km² de área e sua população em 2018 foi estimada em 327 habitantes.

## Demografia
| Ano:        | 1994 | 2004   | 2014    | 2024   |
| ----------- | ---- | ------ | ------- | ------ |
| Broj ljudi: | 431  | 392    | 350     | 321    |
| Razlika:    |      | -9,04% | -10,71% | -8,28% |

| Ano:               | 2023 | 2024   |
| ------------------ | ---- | ------ |
| Número de pessoas: | 324  | 321    |
| Diferença:         |      | -0,92% |